# BIGLOBE
BIGLOBE(일본어: ビッグローブ, 빅로브)는 "big"과 "globe"의 합성어로, 일본의 인터넷 서비스 제공자이다.
KDDI는 2017년 1월 800억 엔에 이 회사를 인수하여 일본에서 두 번째로 큰 광인터넷 연결 제공업체가 되었다.
NEC는 설립 이후 NEC 홈 일렉트로닉스가 일본에서 출시한 게임을 포함한 PC 엔진 관련 상표 대부분을 NEC BIGLOBE에 양도했다. 2023년 7월 현재 이 상표는 BIGLOBE와 코나미가 공동 소유하고 있으며, 코나미는 허드슨 소프트로부터 상표권을 물려받았고, 2012년 3월 코나미에 흡수되었다. 여기에는 이전에 라이트웨이트(Lightweight)가 소유했고 현재는 M2가 소유하고 있는 이 시스템의 NEC 애비뉴 및 NEC 인터채널 게임 권리는 포함되지 않았다.